# اباناکاپ، تامکور
اباناکاپ، تامکور (به لاتین: Abbanakuppe, Tumkur) در هند است که در کارناتاکا واقع شده‌است.